# Ocean Heights
Ocean Heights è un grattacielo residenziale situato a Dubai, nel quartiere di Dubai Marina.
L'edificio, con i suoi 310 metri di altezza, è il 7º edificio residenziale più alto del mondo (il 6º a Dubai); la torre occupa anche la 57ª posizione nella classifica degli edifici più alti al mondo e la 15ª della sola città di Dubai. 
Ocean Heights ha 83 piani, più 3 interrati, che ospitano 519 appartamenti. 

## Progettazione e costruzione
L'edificio, con le sue linee sinuose e la sua torsione, è stato progettato da Andrew Bromberg dello studio Aedas; il progetto, nella sua prima versione, prevedeva solo 38 piani, poi aumentati a 50 e infine agli 83 poi realizzati. La costruzione è iniziata nel 2007 e completata nel 2010.